# Ascocentrum himalaicum
Ascocentrum himalaicum är en orkidéart som först beskrevs av Deb, Sengupta och Krishna Chandra Malick, och fick sitt nu gällande namn av Eric Alston Christenson. Ascocentrum himalaicum ingår i släktet Ascocentrum och familjen orkidéer. Inga underarter finns listade i Catalogue of Life.